# Riff-Raff (1991)
Riff-Raff is een Britse dramafilm uit 1991 onder regie van Ken Loach.

## Verhaal
Stevie vindt werk in de bouwsector, nadat hij vrij is gelaten uit de gevangenis. Hij woont in een gekraakte flat. Hij en de andere bouwvakkers werken zonder sociale bescherming en ze zijn overgeleverd aan de grillen van koppelbazen. Wanneer Stevie een tas vindt, bezorgt hij die terug aan de eigenares. Die gebeurtenis vormt het begin van een ontluikende liefde.

## Rolverdeling
| Acteur           | Personage  |
| ---------------- | ---------- |
| Robert Carlyle   | Stevie     |
| Emer McCourt     | Susan      |
| Jim R. Coleman   | Shem       |
| George Moss      | Mo         |
| Ricky Tomlinson  | Larry      |
| David Finch      | Kevin      |
| Richard Belgrave | Kojo       |
| Ade Sapara       | Fiaman     |
| Derek Young      | Desmonde   |
| Bill Moores      | Smurph     |
| Luke Kelly       | Ken Jones  |
| Garrie J. Lammin | Mick       |
| Willie Ross      | Gus Siddon |
| Dean Perry       | Wilf       |
| Dylan O'Mahony   | Jongere    |